# Convocazioni al FIFA Futsal World Championship 2000
Quello che segue è l'elenco di giocatori che hanno partecipato al FIFA Futsal World Championship 2000. Ogni nazione deve presentare una squadra composta da 14 giocatori. Un minimo di due portieri devono essere inclusi nella lista della squadra.

## Gruppo A

### Brasile
Allenatore:  Vander Iacovino
| N. | Pos. | Giocatore      | Data nascita (età)          | Pres. | Reti | Squadra          |
| -- | ---- | -------------- | --------------------------- | ----- | ---- | ---------------- |
| 1  | P    | Lavoisier      | 27 marzo 1974 (26 anni)     |       |      | Vasco da Gama    |
| 2  | P    | Rogério        | 20 settembre 1973 (27 anni) |       |      | Atlético Mineiro |
| 3  |      | Anderson       | 28 febbraio 1976 (24 anni)  |       |      | São Miguel       |
| 4  |      | André          | 4 maggio 1976 (24 anni)     |       |      | Vasco da Gama    |
| 5  |      | Manoel Tobias  | 19 aprile 1971 (29 anni)    |       |      | Vasco da Gama    |
| 6  |      | Fininho        | 6 luglio 1972 (28 anni)     |       |      | Ulbra            |
| 7  |      | Almir          | 21 dicembre 1974 (25 anni)  |       |      | General Motors   |
| 8  |      | Schumacher     | 31 agosto 1975 (25 anni)    |       |      | Vasco da Gama    |
| 9  |      | Índio          | 10 giugno 1972 (28 anni)    |       |      | Vasco da Gama    |
| 10 |      | Lenísio        | 23 ottobre 1976 (24 anni)   |       |      | Atlético Mineiro |
| 11 |      | Joan           | 4 luglio 1976 (24 anni)     |       |      | San Paolo        |
| 12 |      | Falcão         | 8 giugno 1977 (23 anni)     |       |      | Banespa          |
| 13 | P    | Franklin       | 18 maggio 1971 (29 anni)    |       |      | General Motors   |
| 14 |      | Vander Carioca | 22 giugno 1976 (24 anni)    |       |      | Flamengo         |

### Guatemala
Allenatore:  Fernando Ferretti
| N. | Pos. | Giocatore         | Data nascita (età)          | Pres. | Reti | Squadra        |
| -- | ---- | ----------------- | --------------------------- | ----- | ---- | -------------- |
| 1  | P    | Carlos Mérida     | 27 marzo 1978 (22 anni)     |       |      | Futeca         |
| 2  | P    | Juan José Ruiz    | 5 febbraio 1980 (20 anni)   |       |      | Futeca         |
| 3  |      | Rolf Rottmann     | 29 luglio 1972 (28 anni)    |       |      | Futeca         |
| 4  |      | Héctor de Mata    | 17 aprile 1980 (20 anni)    |       |      | Chimaltenango  |
| 5  |      | Luis Chicas       | 30 novembre 1982 (17 anni)  |       |      | USAC           |
| 6  |      | Marvin Mejicanos  | 26 dicembre 1962 (37 anni)  |       |      | Menedy         |
| 7  |      | Wylder Rodríguez  | 21 novembre 1980 (19 anni)  |       |      | Futeca         |
| 8  |      | Claudio Rojas     | 29 novembre 1973 (26 anni)  |       |      | Comunicaciones |
| 9  |      | Carlos Ruiz       | 15 settembre 1979 (21 anni) |       |      | CSD Municipal  |
| 10 |      | Erick Acevedo     | 20 settembre 1980 (20 anni) |       |      | Futeca         |
| 11 |      | Freddy García     | 12 gennaio 1977 (23 anni)   |       |      | Comunicaciones |
| 12 | P    | Luis Pedro Molina | 4 giugno 1977 (23 anni)     |       |      | Comunicaciones |
| 13 |      | Estuardo de León  | 6 luglio 1977 (23 anni)     |       |      | Futeca         |
| 14 |      | Erick Fión        | 20 febbraio 1976 (24 anni)  |       |      | Aurora         |

### Kazakistan
Allenatore:  Qasymžan Madiev
| N. | Pos. | Giocatore         | Data nascita (età)          | Pres. | Reti | Squadra |
| -- | ---- | ----------------- | --------------------------- | ----- | ---- | ------- |
| 1  | P    | Dmitrij Lakamov   | 30 luglio 1976 (24 anni)    |       |      | Alibi   |
| 2  |      | Sergej Lukonin    | 8 maggio 1975 (25 anni)     |       |      | Alibi   |
| 3  |      | Andrej Linevič    | 23 luglio 1968 (32 anni)    |       |      | Aksauyt |
| 4  |      | Alexandr Bondarev | 22 dicembre 1975 (24 anni)  |       |      | Alibi   |
| 5  |      | Gabdulla Kassenov | 5 gennaio 1968 (32 anni)    |       |      | Aksauyt |
| 6  |      | Bolat Yerezhepov  | 3 luglio 1971 (29 anni)     |       |      | Kainur  |
| 7  |      | Yermek Tursunov   | 20 luglio 1961 (39 anni)    |       |      | Kainur  |
| 8  |      | Yebol Koshanov    | 20 marzo 1977 (23 anni)     |       |      | Aksauyt |
| 9  |      | Talğat Baimūratov | 1º luglio 1972 (28 anni)    |       |      | Alibi   |
| 10 |      | Ramil' Jusupov    | 25 novembre 1979 (20 anni)  |       |      | Alibi   |
| 11 |      | Qairat Toksanbaev | 9 settembre 1970 (30 anni)  |       |      | Aksauyt |
| 12 | P    | Nurzhan Doskeyev  | 4 febbraio 1972 (28 anni)   |       |      | Kainur  |
| 13 |      | Qairat Bäikenov   | 23 settembre 1965 (35 anni) |       |      | Alibi   |
| 14 |      | Yergali Kalikov   | 4 gennaio 1966 (34 anni)    |       |      | Alibi   |

### Portogallo
Allenatore:  Orlando Duarte
| N. | Pos. | Giocatore        | Data nascita (età)          | Pres. | Reti | Squadra          |
| -- | ---- | ---------------- | --------------------------- | ----- | ---- | ---------------- |
| 1  | P    | Toni             | 10 agosto 1974 (26 anni)    |       |      | Miramar          |
| 2  |      | Ivan Dias        | 28 agosto 1972 (28 anni)    |       |      | Miramar          |
| 3  |      | Pedro Costa      | 18 dicembre 1978 (21 anni)  |       |      | Sporting Lisbona |
| 4  |      | Vitinha          | 16 marzo 1969 (31 anni)     |       |      | Sporting Lisbona |
| 5  |      | Arnaldo Pereira  | 16 giugno 1979 (21 anni)    |       |      | IDJV             |
| 6  |      | António Teixeira | 2 aprile 1975 (25 anni)     |       |      | Atlético CP      |
| 7  |      | André Lima       | 10 maggio 1971 (29 anni)    |       |      | Miramar          |
| 8  |      | Majó             | 16 aprile 1975 (25 anni)    |       |      | Atlético CP      |
| 9  |      | Miguel Mota      | 14 settembre 1974 (26 anni) |       |      | Miramar          |
| 10 |      | Formiga          | 22 ottobre 1978 (22 anni)   |       |      | Freixieiro       |
| 11 |      | Nélito           | 31 marzo 1970 (30 anni)     |       |      | Vila Verde       |
| 12 | P    | Naná             | 8 settembre 1969 (31 anni)  |       |      | Correio da Manhã |
| 13 |      | Zézito           | 4 gennaio 1973 (27 anni)    |       |      | Sporting Lisbona |
| 14 | P    | João Benedito    | 7 ottobre 1978 (22 anni)    |       |      | Sporting Lisbona |

## Girone B

### Egitto
Allenatore:  Emad Soliman
| N. | Pos. | Giocatore           | Data nascita (età)          | Pres. | Reti | Squadra          |
| -- | ---- | ------------------- | --------------------------- | ----- | ---- | ---------------- |
| 1  | P    | Yasser Mohamed      | 7 aprile 1973 (27 anni)     |       |      | Ismaily          |
| 2  | P    | Ayman Nassef        | 13 agosto 1976 (24 anni)    |       |      | Ismaily          |
| 3  |      | Ehab Sayed          | 9 novembre 1977 (23 anni)   |       |      | Egeco            |
| 4  |      | Nader Soliman       | 10 novembre 1979 (21 anni)  |       |      | El-Shams         |
| 5  |      | Abdel Hakim Mohamed | 19 aprile 1978 (22 anni)    |       |      | ENBE             |
| 6  |      | Abou El Komsan      | 17 gennaio 1976 (24 anni)   |       |      | Ismaily          |
| 7  |      | Mohamed Abdelhamid  | 29 gennaio 1977 (23 anni)   |       |      | Ismaily          |
| 8  |      | Samir Seif          | 8 giugno 1975 (25 anni)     |       |      | El-Olympi        |
| 9  |      | Tamer Ismail        | 19 ottobre 1968 (32 anni)   |       |      | El-Olympi        |
| 10 |      | Sayed Abdel Kader   | 11 settembre 1975 (25 anni) |       |      | ENBE             |
| 11 |      | Gehad Sayed         | 20 ottobre 1973 (27 anni)   |       |      | Egeco            |
| 12 |      | Samir Sabry         | 13 gennaio 1976 (24 anni)   |       |      | ENBE             |
| 13 |      | Morsy Kenawy        | 11 ottobre 1974 (26 anni)   |       |      | Asmant Al Suwais |
| 14 |      | Yousef El Gohary    | 25 ottobre 1975 (25 anni)   |       |      | Damietta         |

### Paesi Bassi
Allenatore:  Nico Spreij
| N. | Pos. | Giocatore            | Data nascita (età)         | Pres. | Reti | Squadra          |
| -- | ---- | -------------------- | -------------------------- | ----- | ---- | ---------------- |
| 1  | P    | Thomas Sier          | 17 novembre 1973 (27 anni) |       |      | Hilversum        |
| 2  |      | Said Moumane         | 8 novembre 1971 (29 anni)  |       |      | IT/SCN           |
| 3  |      | Anton Biloro         | 19 agosto 1969 (31 anni)   |       |      | Bunga Melati     |
| 4  |      | Hendrik Leatemia     | 13 luglio 1966 (34 anni)   |       |      | Bunga Melati     |
| 5  |      | Pascal Langenhuijsen | 4 giugno 1971 (29 anni)    |       |      | Den Haag/Trimeur |
| 6  |      | Moestafa Talha       | 1º dicembre 1970 (29 anni) |       |      | Den Haag/Trimeur |
| 7  |      | Maarten Frankfort    | 15 marzo 1976 (24 anni)    |       |      | IT/SCN           |
| 8  |      | Hendrikus Lettinck   | 5 gennaio 1967 (33 anni)   |       |      | Den Haag/Trimeur |
| 9  |      | Glenn Zeelig         | 5 gennaio 1967 (33 anni)   |       |      | IT/SCN           |
| 10 |      | Maximiliaan Tjaden   | 13 giugno 1971 (29 anni)   |       |      | IT/SCN           |
| 11 |      | René Marechal        | 2 ottobre 1973 (27 anni)   |       |      | De Hommel        |
| 12 |      | Antoine Merlino      | 23 maggio 1978 (22 anni)   |       |      | Bunga Melati     |
| 13 | P    | Ron Sijm             | 9 agosto 1975 (25 anni)    |       |      | IT/SCN           |
| 14 | P    | Patrick Thomassen    | 25 agosto 1965 (35 anni)   |       |      | De Hommel        |

### Thailandia
Allenatore:  Sílvio Pinheiro
| N. | Pos. | Giocatore              | Data nascita (età)         | Pres. | Reti | Squadra                      |
| -- | ---- | ---------------------- | -------------------------- | ----- | ---- | ---------------------------- |
| 1  | P    | Vilad Nomcharoen       | 14 luglio 1962 (38 anni)   |       |      | Port Authority               |
| 2  |      | Pichet Piasai          | 22 agosto 1971 (29 anni)   |       |      | Metropolitan Administration  |
| 3  |      | Pattaya Piemkum        | 13 giugno 1968 (32 anni)   |       |      | Metropolitan Administration  |
| 4  |      | Tairong Poodee         | 27 agosto 1978 (22 anni)   |       |      | Metropolitan Administration  |
| 5  |      | Panuwat Janta          | 14 febbraio 1979 (21 anni) |       |      | Rajdamnoen Commercial School |
| 6  | P    | Chalermphon Pormsrirot | 5 dicembre 1968 (31 anni)  |       |      | PEA                          |
| 7  |      | Anucha Munjarern       | 19 ottobre 1979 (21 anni)  |       |      | Bangkok Christian College    |
| 8  |      | Yutthana Polsak        | 21 marzo 1970 (30 anni)    |       |      | Raj Pracha                   |
| 9  |      | Khumron Sumranphun     | 19 novembre 1969 (30 anni) |       |      | Port Authority               |
| 10 |      | Apisit Khaikaew        | 6 giugno 1974 (26 anni)    |       |      | Port Authority               |
| 11 |      | Montree Praepun        | 18 gennaio 1973 (27 anni)  |       |      | Air Force Central            |
| 12 | P    | Bancha Nunart          | 17 marzo 1973 (27 anni)    |       |      | Air Force Central            |
| 13 |      | Sompong Phungphook     | 29 ottobre 1970 (30 anni)  |       |      | Prajinburi Province          |
| 14 |      | Narongsak Khongkaew    | 17 gennaio 1979 (21 anni)  |       |      | Bangkok Christian College    |

### Uruguay
Allenatore:  César Robido
| N. | Pos. | Giocatore            | Data nascita (età)          | Pres. | Reti | Squadra         |
| -- | ---- | -------------------- | --------------------------- | ----- | ---- | --------------- |
| 1  | P    | Carlos Clavero       | 16 marzo 1967 (33 anni)     |       |      | Nacional        |
| 2  |      | Juan Falco           | 30 settembre 1978 (22 anni) |       |      | Nacional        |
| 3  |      | Martín Pérez         | 8 luglio 1978 (22 anni)     |       |      | Nacional        |
| 4  |      | Gustavo Silva        | 27 agosto 1976 (24 anni)    |       |      | Nacional        |
| 5  |      | Andrés D'Alessandro  | 9 ottobre 1978 (22 anni)    |       |      | Peñarol         |
| 6  |      | Pablo Lamanna        | 25 ottobre 1974 (26 anni)   |       |      | Banco República |
| 7  |      | Walter Skurko        | 8 agosto 1971 (29 anni)     |       |      | Inca            |
| 8  |      | Miguel Aguirrezabala | 23 febbraio 1970 (30 anni)  |       |      | Nacional        |
| 9  |      | Nicolás Moliterno    | 4 ottobre 1971 (29 anni)    |       |      | Nacional        |
| 10 |      | Álvaro Piñeiro       | 16 giugno 1971 (29 anni)    |       |      | Manacor         |
| 11 |      | Martín Hernández     | 25 agosto 1977 (23 anni)    |       |      | Peñarol         |
| 12 | P    | Roberto Merola       | 11 aprile 1971 (29 anni)    |       |      | Banco República |
| 13 | P    | Mauro Roibal         | 16 dicembre 1971 (28 anni)  |       |      | Banco República |
| 14 |      | Claudio Guerra       | 1º agosto 1966 (34 anni)    |       |      | Manacor         |

## Girone C

### Australia
Allenatore:  James Roberts
| N. | Pos. | Giocatore         | Data nascita (età)          | Pres. | Reti | Squadra            |
| -- | ---- | ----------------- | --------------------------- | ----- | ---- | ------------------ |
| 1  | P    | Adam Confoy       | 21 giugno 1971 (29 anni)    |       |      | Sydney Falcons     |
| 2  |      | David Palywoda    | 19 aprile 1979 (21 anni)    |       |      | Canberra Supercats |
| 3  |      | Brett Hewit       | 10 luglio 1971 (29 anni)    |       |      | Sydney Falcons     |
| 4  |      | Daniel Macor      | 11 dicembre 1973 (26 anni)  |       |      | Azzurri            |
| 5  |      | Simon Keith       | 26 luglio 1975 (25 anni)    |       |      | CC Quake           |
| 6  |      | Matthew Whyte     | 6 agosto 1977 (23 anni)     |       |      | Canberra Supercats |
| 7  |      | Simon Aitchison   | 31 agosto 1972 (28 anni)    |       |      | Skipsu             |
| 8  |      | Andrew Nolan      | 28 ottobre 1981 (19 anni)   |       |      | Sydney Falcons     |
| 9  |      | Elliot Zwangobani | 23 ottobre 1973 (27 anni)   |       |      | CBF                |
| 10 |      | Jason Wells       | 27 marzo 1971 (29 anni)     |       |      | Sydney Falcons     |
| 11 |      | Elia Salloum      | 3 aprile 1978 (22 anni)     |       |      | CBF                |
| 12 |      | Jamie Amendolia   | 16 febbraio 1977 (23 anni)  |       |      | Sydney Falcons     |
| 13 | P    | Jorge Suarez      | 10 agosto 1976 (24 anni)    |       |      | Sydney Falcons     |
| 14 | P    | Gavin O'Brien     | 30 settembre 1977 (23 anni) |       |      | CC Quake           |

### Costa Rica
Allenatore:  Carlos Quirós
| N. | Pos. | Giocatore         | Data nascita (età)         | Pres. | Reti | Squadra              |
| -- | ---- | ----------------- | -------------------------- | ----- | ---- | -------------------- |
| 1  | P    | Randall Salas     | 30 marzo 1971 (29 anni)    |       |      | Desamparados         |
| 2  |      | Eric Arce         | 22 giugno 1970 (30 anni)   |       |      | Desamparados         |
| 3  |      | Diego Solís       | 15 maggio 1962 (38 anni)   |       |      | Univ. de Costa Rica  |
| 4  |      | José Picado       | 30 dicembre 1973 (26 anni) |       |      | Desamparados         |
| 5  |      | Alejandro Alpízar | 14 giugno 1979 (21 anni)   |       |      | Desamparados         |
| 6  |      | Gilbert Alpízar   | 7 gennaio 1971 (29 anni)   |       |      | Desamparados         |
| 7  |      | Ricardo Juárez    | 25 novembre 1978 (21 anni) |       |      | Desamparados         |
| 8  |      | José Carvajal     | 31 marzo 1968 (32 anni)    |       |      | Desamparados         |
| 9  |      | Freddy Espinoza   | 16 febbraio 1974 (26 anni) |       |      | Desamparados         |
| 10 |      | Carlos Chaves     | 3 gennaio 1980 (20 anni)   |       |      | Universidad Nacional |
| 11 |      | Juan Valverde     | 4 novembre 1972 (28 anni)  |       |      | Univ. de Costa Rica  |
| 12 |      | Rolando Fonseca   | 6 giugno 1974 (26 anni)    |       |      | Comunicaciones       |
| 13 |      | Allan Innecken    | 26 marzo 1972 (28 anni)    |       |      | Univ. de Costa Rica  |
| 14 | P    | José Luis Garro   | 1º novembre 1967 (33 anni) |       |      | Juventud Olímpica    |

### Croazia
Allenatore:  Marijan Brnčić
| N. | Pos. | Giocatore        | Data nascita (età)          | Pres. | Reti | Squadra          |
| -- | ---- | ---------------- | --------------------------- | ----- | ---- | ---------------- |
| 1  | P    | Tomislav Papeš   | 1º agosto 1973 (27 anni)    |       |      | Petrinjčica      |
| 2  |      | Velimir Čarapina | 16 maggio 1974 (26 anni)    |       |      | Uspinjača        |
| 3  |      | Edin Dervišagić  | 30 aprile 1968 (32 anni)    |       |      | Petar            |
| 4  |      | Tomislav Gričar  | 11 gennaio 1972 (28 anni)   |       |      | Uspinjača        |
| 5  |      | Mićo Martić      | 24 febbraio 1964 (36 anni)  |       |      | Bergamo          |
| 6  |      | Siniša Alebić    | 24 settembre 1969 (31 anni) |       |      | Spalato          |
| 7  |      | Goran Eklić      | 20 novembre 1965 (34 anni)  |       |      | La Dominante     |
| 8  |      | Nikola Tomičić   | 16 aprile 1973 (27 anni)    |       |      | Spalato          |
| 9  |      | Pjer Malvasija   | 5 luglio 1970 (30 anni)     |       |      | Spalato          |
| 10 |      | Robert Grdović   | 23 febbraio 1974 (26 anni)  |       |      | Cagliari         |
| 11 |      | Alen Delpont     | 24 luglio 1971 (29 anni)    |       |      | Spalato          |
| 12 | P    | Božidar Butigan  | 27 dicembre 1963 (36 anni)  |       |      | Square Dubrovnik |
| 13 |      | Mate Čuljak      | 4 settembre 1975 (25 anni)  |       |      | Luparense        |
| 14 | P    | Alen Jukić       | 9 ottobre 1975 (25 anni)    |       |      | Uspinjača        |

### Russia
Allenatore:  Michail Bondarev
| N. | Pos. | Giocatore            | Data nascita (età)          | Pres. | Reti | Squadra           |
| -- | ---- | -------------------- | --------------------------- | ----- | ---- | ----------------- |
| 1  | P    | Oleg Denisov         | 9 febbraio 1967 (33 anni)   |       |      | Dina Mosca        |
| 2  |      | Konstantin Erëmenko  | 5 agosto 1970 (30 anni)     |       |      | Dina Mosca        |
| 3  |      | Denis Agafonov       | 6 aprile 1975 (25 anni)     |       |      | Sinara            |
| 4  |      | Aleksandr Verižnikov | 16 luglio 1968 (32 anni)    |       |      | Dina Mosca        |
| 5  |      | Temur Alekberov      | 22 settembre 1969 (31 anni) |       |      | Dina Mosca        |
| 6  |      | Sergej Malyšev       | 7 agosto 1975 (25 anni)     |       |      | GKI Gazprom       |
| 7  |      | Michail Markin       | 16 novembre 1971 (29 anni)  |       |      | Dina Mosca        |
| 8  |      | Vladislav Ščučko     | 29 giugno 1976 (24 anni)    |       |      | Noril'skij Nikel' |
| 9  |      | Boris Kupeckov       | 18 agosto 1976 (24 anni)    |       |      | Dina Mosca        |
| 10 |      | Arkadij Belyj        | 31 maggio 1973 (27 anni)    |       |      | Dina Mosca        |
| 11 |      | Dmitrij Čugunov      | 9 giugno 1968 (32 anni)     |       |      | Dina Mosca        |
| 12 | P    | Il'ja Samochin       | 10 agosto 1970 (30 anni)    |       |      | Dina Mosca        |
| 13 |      | Gennadij Ionov       | 25 maggio 1976 (24 anni)    |       |      | GKI Gazprom       |
| 14 |      | Andrej Tkačuk        | 13 agosto 1974 (26 anni)    |       |      | Dina Mosca        |

## Girone D

### Argentina
Allenatore:  Fernando Larrañaga
| N. | Pos. | Giocatore          | Data nascita (età)         | Pres. | Reti | Squadra          |
| -- | ---- | ------------------ | -------------------------- | ----- | ---- | ---------------- |
| 1  | P    | Javier Guisande    | 15 dicembre 1975 (24 anni) |       |      | Boca Juniors     |
| 2  |      | Leandro Planas     | 28 novembre 1975 (24 anni) |       |      | Roma RCB         |
| 3  |      | Juan Pablo Segura  | 23 dicembre 1975 (24 anni) |       |      | Boca Juniors     |
| 4  |      | Diego Giustozzi    | 1º agosto 1978 (22 anni)   |       |      | BNL Roma         |
| 5  |      | Carlos Sánchez     | 31 gennaio 1975 (25 anni)  |       |      | Genzano          |
| 6  |      | Esteban González   | 13 maggio 1977 (23 anni)   |       |      | BNL Roma         |
| 7  |      | Augusto Mónaco     | 9 luglio 1970 (30 anni)    |       |      | San Lorenzo      |
| 8  |      | Hernán Garcias     | 2 giugno 1978 (22 anni)    |       |      | Torino           |
| 9  |      | Rodrigo Petillo    | 19 maggio 1977 (23 anni)   |       |      | Genzano          |
| 10 |      | Mariano Tallaferro | 19 dicembre 1974 (25 anni) |       |      | Delfino Cagliari |
| 11 |      | Leonardo Magarelli | 21 agosto 1974 (26 anni)   |       |      | Atlanta          |
| 12 | P    | José Mandayo       | 18 giugno 1978 (22 anni)   |       |      | Franja de Oro    |
| 13 |      | Fernando Wilhelm   | 5 aprile 1982 (18 anni)    |       |      | Glorias          |
| 14 |      | Marcelo Giménez    | 29 gennaio 1977 (23 anni)  |       |      | Franja de Oro    |

### Cuba
Allenatore:  Clemente Reinoso
| N. | Pos. | Giocatore           | Data nascita (età)         | Pres. | Reti | Squadra             |
| -- | ---- | ------------------- | -------------------------- | ----- | ---- | ------------------- |
| 1  | P    | Francis López       | 4 ottobre 1976 (24 anni)   |       |      | Ciudad de La Habana |
| 3  |      | Ernesto Duane       | 2 giugno 1970 (30 anni)    |       |      | Ciego de Ávila      |
| 4  |      | José Luis Arencibia | 10 ottobre 1973 (27 anni)  |       |      | Holguín             |
| 5  |      | Amauri Morales      | 20 dicembre 1972 (27 anni) |       |      | Ciudad de La Habana |
| 6  |      | Adalberto Guerra    | 12 gennaio 1969 (31 anni)  |       |      | Ciudad de La Habana |
| 7  |      | Camilo Kindelán     | 2 maggio 1960 (40 anni)    |       |      | Ciudad de La Habana |
| 8  |      | Alvaro Mederos      | 23 luglio 1977 (23 anni)   |       |      | Cienfuegos          |
| 9  |      | Lázaro Martínez     | 9 gennaio 1968 (32 anni)   |       |      | Ciudad de La Habana |
| 10 |      | Juan Carlos Portal  | 24 luglio 1967 (33 anni)   |       |      | Ciudad de La Habana |
| 11 |      | Boris Sanamé        | 2 giugno 1974 (26 anni)    |       |      | Ciudad de La Habana |
| 12 | P    | Wilfredo Carbó      | 1º dicembre 1969 (30 anni) |       |      | Ciudad de La Habana |
| 14 | P    | Dagmar Gómez        | 29 marzo 1972 (28 anni)    |       |      | Ciudad de La Habana |

### Iran
Allenatore:  Hossein Shams
| N. | Pos. | Giocatore               | Data nascita (età)          | Pres. | Reti | Squadra       |
| -- | ---- | ----------------------- | --------------------------- | ----- | ---- | ------------- |
| 1  | P    | Amir Farashi            | 21 marzo 1968 (32 anni)     |       |      | Peyman        |
| 2  |      | Safarali Kazemi         | 30 aprile 1970 (30 anni)    |       |      | Hesa Esfahan  |
| 3  |      | Ahmad Pariazar          | 12 luglio 1975 (25 anni)    |       |      | Rah Ahan      |
| 4  |      | Ali Sanei               | 28 giugno 1973 (27 anni)    |       |      | Hesa Esfahan  |
| 5  |      | Siamak Dadashi          | 13 luglio 1974 (26 anni)    |       |      | Peyman        |
| 6  |      | Alireza Afzal           | 13 aprile 1974 (26 anni)    |       |      | Zob Ahan      |
| 7  |      | Ahmad Bashi             | 31 marzo 1972 (28 anni)     |       |      | Sepahan       |
| 8  |      | Kazem Mohammadi         | 23 agosto 1973 (27 anni)    |       |      | Peyman        |
| 9  |      | Vahid Shamsaee          | 21 settembre 1975 (25 anni) |       |      | Peyman        |
| 10 |      | Mohammad Reza Heidarian | 17 febbraio 1974 (26 anni)  |       |      | Esteghlal     |
| 11 |      | Babak Masoumi           | 13 luglio 1972 (28 anni)    |       |      | Esteghlal     |
| 12 | P    | Asghar Ghahremani       | 3 giugno 1972 (28 anni)     |       |      | Payam Mashhad |
| 13 |      | Mojtaba Moeeini         | 24 agosto 1975 (25 anni)    |       |      | Esteghlal     |
| 14 |      | Moslem Tolouei          | 12 febbraio 1971 (29 anni)  |       |      | Shensa Saveh  |

### Spagna
Allenatore:  Javier Lozano
| N. | Pos. | Giocatore        | Data nascita (età)         | Pres. | Reti | Squadra             |
| -- | ---- | ---------------- | -------------------------- | ----- | ---- | ------------------- |
| 1  | P    | Jesús Clavería   | 4 gennaio 1968 (32 anni)   |       |      | Inter               |
| 2  |      | Julio García     | 27 maggio 1972 (28 anni)   |       |      | Inter               |
| 3  |      | Santiago Herrero | 27 marzo 1971 (29 anni)    |       |      | S10 Saragozza       |
| 4  |      | Antonio Adeva    | 12 febbraio 1972 (28 anni) |       |      | Segovia             |
| 5  |      | Javier Orol      | 4 aprile 1973 (27 anni)    |       |      | Inter               |
| 6  |      | Joan Linares     | 24 febbraio 1975 (25 anni) |       |      | Playas de Castellón |
| 7  |      | Javier Rodríguez | 26 marzo 1974 (26 anni)    |       |      | Playas de Castellón |
| 8  |      | Kike Boned       | 4 maggio 1978 (22 anni)    |       |      | Valencia            |
| 9  |      | Javier Sánchez   | 15 gennaio 1971 (29 anni)  |       |      | Playas de Castellón |
| 10 |      | Paulo Roberto    | 12 agosto 1967 (33 anni)   |       |      | ElPozo Murcia       |
| 11 |      | Alberto Riquer   | 10 ottobre 1974 (26 anni)  |       |      | Segovia             |
| 12 | P    | Luis Amado       | 4 maggio 1976 (24 anni)    |       |      | Segovia             |
| 13 | P    | Guillermo Martín | 11 gennaio 1972 (28 anni)  |       |      | Playas de Castellón |
| 13 | P    | Ricardo Jiménez  | 30 giugno 1969 (31 anni)   |       |      | ElPozo Murcia       |
| 14 |      | Daniel           | 6 luglio 1976 (24 anni)    |       |      | Segovia             |